# Aspidoscelis exsanguis
La lagartija cola de látigo (Aspidoscelis exsanguis) es un reptil de la familia Teiidae.

## Características
En esta especie no existen los machos. Mide 3 cm.

## Clasificación científica
Está catalogado como especie en Preocupación menor, pues su población es estable y no se han identificado las principales amenazas. Esta especie se encuentra en varios parques y otras áreas protegidas. Actualmente se necesitan medidas directas de conservación.

## Distribución geográfica y hábitat
Es nativo de Estados Unidos y México. Es de hábitos terrestres y habita en desiertos, pastizales del desierto, bosques de roble, pino y pino ponderosa, en laderas rocosas, a lo largo de lavados de arena, y en cañones, a altitudes de 760 a 2440 m s. n. m.